# 24. ceremonia wręczenia Orłów
24. ceremonia wręczenia Orłów za rok 2021, odbyła się 6 czerwca 2022 roku.
Nominacje do Orłów 2022 ogłoszone zostały 16 kwietnia 2022 roku
Polska Nagroda Filmowa została wręczona w 19 kategoriach. Po raz szósty ceremonię transmitowała telewizja Canal+.

## Laureaci[2]

### Najlepszy Film
- Aida
  - Moje wspaniałe życie
  - Wszystkie nasze strachy
  - Wesele
  - Żeby nie było śladów

### Najlepsza Główna Rola Męska
- Maciej Stuhr – Powrót do tamtych dni
  - Piotr Głowacki – Mistrz
  - Jacek Braciak – Moje wspaniałe życie
  - Robert Więckiewicz – Wesele
  - Tomasz Ziętek – Żeby nie było śladów

### Najlepsza Główna Rola Kobieca
- Agata Buzek – Moje wspaniałe życie
  - Jasna Đuričić – Aida
  - Maria Dębska – Bo we mnie jest seks
  - Magdalena Koleśnik – Sweat
  - Sandra Korzeniak – Żeby nie było śladów

### Najlepsza Reżyseria
- Jasmila Žbanić – Aida
  - Paweł Łoziński – Film balkonowy
  - Magnus von Horn – Sweat
  - Wojciech Smarzowski – Wesele
  - Łukasz Ronduda, Łukasz Gutt – Wszystkie nasze strachy
  - Jan P. Matuszyński – Żeby nie było śladów

### Najlepszy Scenariusz
- Jasmila Žbanić – Aida
  - Łukasz Grzegorzek – Moje wspaniałe życie
  - Wojciech Smarzowski – Wesele
  - Łukasz Ronduda, Michał Oleszczyk, Katarzyna Sarnowska – Wszystkie nasze strachy
  - Kaja Krawczyk-Wnuk – Żeby nie było śladów

### Najlepsza Drugoplanowa Rola Męska
- Jacek Braciak – Żeby nie było śladów
  - Borys Szyc – Bo we mnie jest seks
  - Adam Woronowicz – Moje wspaniałe życie
  - Łukasz Simlat – Sonata
  - Andrzej Chyra  – Wszystkie nasze strachy

### Najlepsza Drugoplanowa Rola Kobieca
- Ewa Wiśniewska – Zupa nic
  - Anna Dymna – Amatorzy
  - Agata Kulesza – Wesele
  - Jowita Budnik – Wszystkie nasze strachy
  - Aleksandra Konieczna – Żeby nie było śladów
  - Agnieszka Grochowska – Żeby nie było śladów

### Najlepsze Zdjęcia
- Piotr Sobociński jr. – Wesele
  - Klaudiusz Dwulit – Furioza
  - Witold Płóciennik – Mistrz
  - Michał Englert – Teściowie
  - Łukasz Gutt – Wszystkie nasze strachy
  - Kacper Fertacz – Żeby nie było śladów
  - Arthur Reinhart – Żużel

### Najlepsza Scenografia
- Wojciech Żogała – Bo we mnie jest seks
  - Katarzyna Sobańska, Marcel Sławiński – Cudak
  - Marek Warszewski – Magnezja
  - Ewa Skoczkowska – Mistrz
  - Marek Warszewski – Wesele
  - Paweł Jarzębski – Żeby nie było śladów

### Najlepsza Muzyka
- Marcin Masecki – Powrót do tamtych dni
  - Maciej Zieliński – Gierek
  - Szymon Wysocki – Każdy ma swoje lato
  - Jan A.P. Kaczmarek – Magnezja
  - Cezary Skubiszewski – Mosquito State
  - Jan A.P. Kaczmarek – Śmierć Zygielbojma
  - Mikołaj Trzaska – Wesele

### Najlepsze Kostiumy
- Dorota Roqueplo – Magnezja
  - Wanda Kowalska i Paweł Grabarczyk – Ciotka Hitlera
  - Wanda Kowalska i Paweł Grabarczyk – Cudak
  - Marta Ostrowicz – Najmro. Kocha, kradnie, szanuje
  - Elżbieta Radke – Śmierć Zygielbojma
  - Małgorzata Zacharska – Żeby nie było śladów

### Najlepsza Charakteryzacja
- Waldemar Pokromski, Agnieszka Hodowana – Magnezja
  - Dariusz Krysiak – Cudak
  - Alina Janerka – Furioza
  - Mirosława Wojtczak – Mistrz
  - Pola Guźlińska – Żeby nie było śladów

### Najlepszy Montaż
- Jarosław Kamiński – Aida
  - Paweł Łoziński, Bartłomiej Piasek, Piotr Wójcik – Film balkonowy
  - Agnieszka Glińska – Lamb
  - Iza Pająk i Laura Pawela – Ucieczka na srebrny glob
  - Krzysztof Komander – Wesele

### Najlepszy Dźwięk
- Artur Kuczkowski, Tomasz Sikora – Sonata
  - Jerzy Murawski, Franciszek Kozłowski – Furioza
  - Zofia Moruś, Mateusz Adamczyk, Sebastian Witkowski – Mosquito State
  - Mateusz Adamczyk, Zofia Moruś, Bartosz Putkiewicz, Sebastian Witkowski – Najmro. Kocha, kradnie, szanuje
  - Michał Robaczewski – Sweat
  - Marek Wronko, Krzysztof Jastrząb – Śmierć Zygielbojma
  - Radek Ochnio – Wesele
  - Leszek Freund – Zupa nic
  - Kacper Habisiak, Sebastian Crueghe, Jarosław Bajdowski – Żeby nie było śladów

### Najlepszy Dokument
- Film balkonowy, reż. Paweł Łoziński
  - 1970, reż. Tomasz Wolski
  - Polański, Horowitz. Hometown, reż. Mateusz Kudła, Anna Kokoszka-Romer
  - Sędziowie pod presją, reż. Kacper Lisowski
  - Ucieczka na srebrny glob, reż. Kuba Mikurda

### Najlepszy Film Europejski
(Kraj produkcji • Reżyser – Tytuł)
- • Thomas Vinterberg – Na rauszu
  -  • Leos Carax – Annette
  -  • Florian Zeller – Ojciec
  -  • Burhan Qurbani – Berlin Alexanderplatz
  -  • Julia Ducournau – Titane

### Najlepszy filmowy serial fabularny
- Rojst ’97
  - Behawiorysta
  - Klangor
  - Kruk. Czarny woron nie śpi
  - Sexify

### Odkrycie Roku
- Łukasz Gutt – za reżyserię filmu Wszystkie nasze strachy
  - Mateusz Rakowicz – za reżyserię filmu Najmro. Kocha, kradnie, szanuje
  - Mateusz Kudła, Anna Kokoszka-Romer – za reżyserię filmu Polański, Horowitz. Hometown
  - Jakub Michalczuk – za reżyserię filmu Teściowie
  - Iwona Siekierzyńska – za reżyserię filmu Amatorzy

### Nagroda Publiczności
- Wesele
  - Aida
  - Moje wspaniałe życie
  - Wszystkie nasze strachy
  - Żeby nie było śladów